# Travis Gerrits
Travis Gerrits (Hamilton, 19 de octubre de 1991) es un deportista canadiense que compite en esquí acrobático. Ganó una medalla de plata en el Campeonato Mundial de Esquí Acrobático de 2013, en la prueba de salto aéreo.

## Medallero internacional
| Campeonato Mundial | Campeonato Mundial  | Campeonato Mundial | Campeonato Mundial |
| Año                | Lugar               | Medalla            | Competición        |
| ------------------ | ------------------- | ------------------ | ------------------ |
| 2013               | Oslo/Voss (Noruega) | Medalla de plata   | Salto aéreo        |